# Sarophorus latus
Sarophorus latus är en skalbaggsart som beskrevs av Frolov och Clarke H. Scholtz 2003. Sarophorus latus ingår i släktet Sarophorus och familjen bladhorningar. Inga underarter finns listade i Catalogue of Life.